# John Edward Sharman
John Edward Sharman, kanadski letalski častnik, vojaški pilot in letalski as, * 11. september 1892, Oak Lake, Manitoba, † 22. julij 1917, Becelaere, Francija.
Flight Commander Sharman je v svoji vojaški službi dosegel 8 zračnih zmag.

## Življenjepis
Med prvo svetovno vojno je bil pripadnik Kraljeve pomorske zračne službe od 3. februarja 1916.

## Odlikovanja
- Distinguished Service Cross (DSC) s ploščico
- Croix de Guerre